# (12230) 1986 QN
(12230) 1986 QN est un astéroïde de la ceinture principale d'astéroïdes découvert en 1986.

## Description
(12230) 1986 QN a été découvert le 25 août 1986 à l'observatoire de La Silla, au Chili, par Henri Debehogne.

### Caractéristiques orbitales
L'orbite de cet astéroïde est caractérisée par un demi-grand axe de 2,56 UA, un périhélie de 1,92 UA, une excentricité de 0,25 et une inclinaison de 4,72° par rapport à l'écliptique. Du fait de ces caractéristiques, à savoir un demi-grand axe compris entre 2 et 3,2 UA et un périhélie supérieur à 1,666 UA, il est classé, selon la JPL Small-Body Database, comme objet de la ceinture principale d'astéroïdes.

### Caractéristiques physiques
(12230) 1986 QN a une magnitude absolue (H) de 13,7 et un albédo estimé à 0,350.